# 陈琳 (跳水运动员)
陈琳（1970年代—），女，中国跳水运动员、教练。
她曾获得1986年世界游泳锦标赛女子10米跳台金牌，成为历史上第一位获得游泳世锦赛跳水项目金牌的中国运动员。她的教练是任少芬。大学毕业时，陈琳因手骨折，没能参加1988年汉城奥运会。1990年代，在北京跳水队担任教练。是李娜的启蒙教练。2018年时，成为英国伦敦一家跳水俱乐部的教练。